# Форос (санаторій)

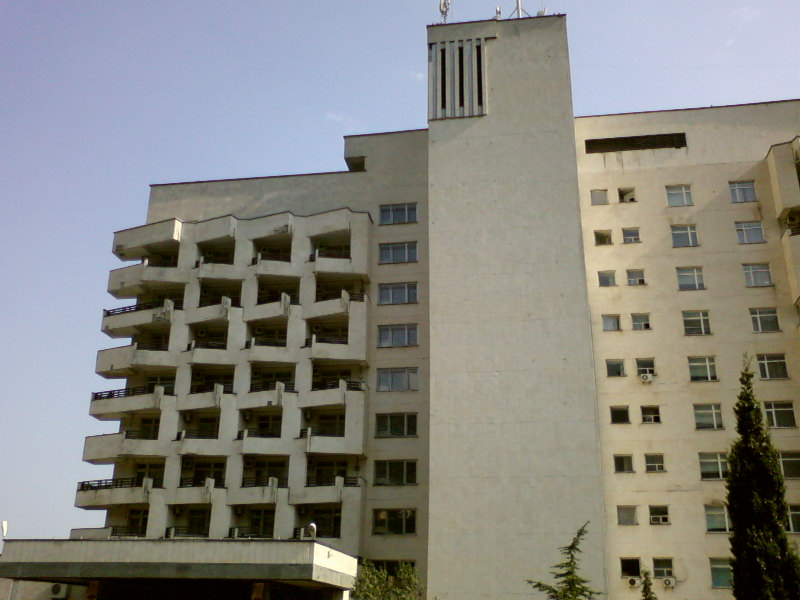
Головний корпус

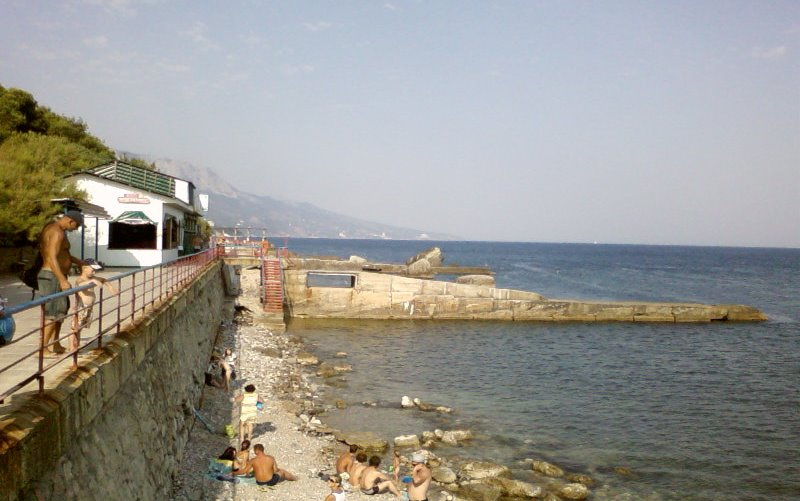
Пляж санаторію

44°23′23″ пн. ш. 33°47′11″ сх. д. / 44.38972° пн. ш. 33.78639° сх. д.
Санаторій «Форос» — кліматична здравниця загальнотерапевтичного профілю, розташована в смт. Форосі, в одному з найбільш екологічно чистих місць Чорноморського узбережжя Криму. Знаходиться за 50 км від Ялти і за 40 км від Севастополя.
Сучасна 14-поверхова будівля санаторію з сучасним архітектурним дизайном побудована в 1986 році Управлінням Справами ЦК КПРС (відпочинок тут призначався спочатку для партійного керівництва). Розташована за 50 м від берега моря. З 1 по 4 поверх корпусу знаходиться адміністративна та лікувальна частини санаторію, з 5 по 14 поверх розташовані номери для відпочиваючих. У санаторії одночасно можуть розміститися 350 відпочиваючих.
Паркова зона площею 47 га — Фороський парк — заповідник унікальної флори, де зібрані рослини зі всього світу.
Пляж власний, гальковий (протяжність 200 м) з усією необхідною інфраструктурою.

## Лікування
- хронічних неспецифічних захворювань легень (хронічний обструктивний бронхіт, хронічна обструктивна легенева хвороба, хронічний трахеобронхіт, хронічний бронхіт, бронхіальна астма, пневмонія);
- патологій верхніх дихальних шляхів (хронічний трахеїт, хронічний фарингіт);
- захворювань серцево-судинної патології (ішемічна хвороба серця, стенокардія, гіпертонія, кардіосклероз);
- захворювань нервової системи (нейроциркуляторна дистонія);
- захворювань опорно-рухової системи (остеохондроз хребта, артрози);
- захворювань шлунково-кишкового тракту (функціональних захворювань шлунка з ознаками секреторної недостатності,
- виразковій хворобі шлунка і дванадцятипалої кишки в стадії ремісії);
- захворювань з патологією нирок (сечокам'яна хвороба);
- захворювань ендокринної системи (цукровий діабет типу 2, легка форма та середня тяжкість, компенсований, ожиріння II—III ступеня).